# WhatsApp
WhatsApp Messenger（ワッツアップ・メッセンジャー）、または単にWhatsApp（ワッツアップ）は、Meta（旧Facebook）が所有する、世界最大級のアメリカのフリーウェア、クロスプラットフォームの集中型メッセージングおよびVoIP（VoIP）サービスである。
ユーザーはテキストメッセージや音声メッセージを送信したり、音声通話やビデオ通話を行ったり、画像、ドキュメント、ユーザーの場所、その他のコンテンツを共有したりすることができる。WhatsAppのクライアントアプリケーションはモバイルデバイス上で動作するが、デスクトップアプリを使用している間、ユーザーのモバイルデバイスがインターネットに接続されたままであれば、デスクトップコンピュータからもアクセスできる。 このサービスに登録するには、各ユーザーが標準的な携帯電話番号を提供する必要がある。2018年1月、WhatsAppは、小規模事業主をターゲットにしたスタンドアロンのビジネスアプリ「WhatsApp Business」をリリースし、企業が標準的なWhatsAppクライアントを使用する顧客と通信できるようにした。
2009年5月4日に提供を開始し、2016年2月1日午後（米国時間）にユーザー数が10億人を超えた。2021年現在は20億人を超えている。
2014年2月19日に米Facebook（現Meta）が160億ドルで買収することを発表した。さらに30億ドル相当の制限株式ユニットを付与したので190億ドル（当時のレートでは約1兆9000億円）規模の買収と報じられている。

## 概要

### 機能
インターネットを通じて、無料でテキストメッセージ・写真・動画を送信したり、位置情報を共有するなどの機能を備える。VoIPによる音声通話機能はないが、2013年8月にはボイスメッセージ機能（日本語公式サイトなどでは「音声ノート」と表記）を追加しており、最高経営責任者 (CEO) のジャン・コウムは「異なる言語を使うユーザー間のやりとりなどではキーボード入力より音声を使った方が簡単」と説明した。
WhatsAppはスマートフォンのアドレス帳に登録された電話番号をアカウントに利用している。WhatsAppユーザー同士はお互いの電話番号が登録されたアドレス帳を同期することで登録を行う。
メッセージを送信すると、灰色のチェックマークが1個、相手に届くとチェックマークがもう1個ついて2個になり、相手が読むと青色のチェックマークが2個になる。同様のサービスであるLINEと異なり、既読(Read)という表示や既読人数は表示されない。

### マネタイズ
WhatsAppは、アプリのダウンロード、サービスの利用料ともに無料である。以前は2年目以降は年間99セントの利用料が発生していたが、2016年1月に無料化された。アプリについても、かつては有料アプリとして配信されていた。
一方で同社は、WhatsAppには広告を載せないとしている。コウムCEOは「広告が表示されることを好むユーザーなどいない」とし、またスペインで発生した列車脱線事故が原因で車内に閉じ込められた乗客の一人が「WhatsApp」上で配偶者と連絡を取り合っていたことを紹介し、「もしそんな差し迫った場面で、ユーザーが広告を見なくてはならないとしたらどうだろうか？」と、広告掲載による収益化を狙う競合他社を批判している。

### 開発元
WhatsApp Incは、カリフォルニア州サンタクララで2009年に元Yahoo!社員のブライアン・アクトン (Brian Acton) とジャン・コウム (Jan Koum) が設立した。社名のWhatsAppは、「What's Up（どうしてる？）」と「App（アプリ）」を掛けた駄洒落に由来する。

## 個人情報とセキュリティ
WhatsAppによる個人情報の扱いについて共同調査を行ったカナダとオランダの規制当局は、2013年1月28日にWhatsAppはプライバシー関連法に抵触するという見解を示し、非WhatsAppユーザーを含むアドレス帳全ての電話番号を収集・維持していることと、送信されるメッセージが暗号化されていなかったことを問題点として挙げた。後者については2012年9月に暗号化に対応して改善されたが、両当局は同社の対応にまだ満足していないとしている。
2013年9月17日、セキュリティ対策ソフトの開発・販売を手がけるトレンドマイクロ社は、「WhatsApp」の新たな音声メッセージが届いたことを知らせる通知を装ったスパムメールをPCやスマートフォン上で確認したと同社ブログで発表した。音声メッセージの再生に偽装した「Play」と表示される入り口からユーザーを不正なWebサイトへ誘導させて不正なプログラムをダウンロードさせる手口が使われているとしている。またトレンドマイクロはこのスパムメールについて、PCよりAndroidなどのモバイル端末を標的にした脅威であるという見解を示している。
2013年12月26日、セキュリティ関連のソフトを手がけるマカフィー社は、Google Playで公開されていた人気ゲームアプリに「WhatsApp」のテキストメッセージと写真をユーザーに無断で抜き取るトロイの木馬が組み込まれていたとする内容をブログで公開した。圧倒的に利用者の多いWhatsAppの暗号の脆弱性に付け入ってトロイの木馬を使った攻撃の対象にされたとしている。
2014年、イランはインターネットを厳しく検閲する動きのなかで、米フェイスブックのCEOであるマーク・ザッカーバーグを、WhatsAppおよびインスタグラムにおけるプライバシーを侵害しているとの訴えを問題にして、法廷に召喚した。米国とイランの間には犯罪人引渡し条約は結ばれておらず、召還は実現しなかった。2015年、イラン政府は「非イスラム的な情報媒体である」としてWhatsAppとLINEへのアクセスを禁じた。実はロウハーニー大統領自身はWhatsApp、フェイスブック、ツイッターなどのアカウントを持っており実際に使っていた。同氏はイラン国民にネット使用の自由をもたらしたい立場であったため使用継続を指示していたが、結局イラン政府が好ましくないメディアであるとして禁止に至った。
2016年、セキュリティ対策強化の一環として、画像も含めエンドツーエンドの全てのやり取りの暗号化を完了したと発表した。これにより、WhatsAppのサーバーにやりとりされているコンテンツがプレーンテキストで保存されなくなったことを意味する。WhatsApp側が暗号化キーを保有してないため、ユーザーのメッセージを解読してアクセスすることはありえない。また、仮にアクセスへの令状が出ても、政府に要求されても、WhatsAppはメッセージデータを開示することは不能である
。

## 利用状況
全世界の月間アクティブユーザー数（1か月間に1回以上使用したユーザー）は、2013年4月に2億人、同年8月に3億人、2015年4月現在で8億人を突破したと公表されている。2020年に20億人を突破した。
交わされるメッセージは、送信が一日当たり160億件、受信が同320億件、処理される画像は同5億件に上るとしている。現在他社に比べて、特に西ヨーロッパ諸国で圧倒的な利用者数を得ている。

## History
WhatsAppは2009年2月、Yahoo!の元社員であるブライアン・アクトンとヤン・クームによって設立されました。その1か月前、クームがiPhoneを購入したのをきっかけに、彼とアクトンはApp Store向けのアプリを作ることを決意しました。当初のアイデアは、電話の連絡先メニューにその人が仕事中か通話中かといったステータスを表示するアプリでした。